# Túlóratörvény
A túlóratörvény, hivatalos nevén 2018. évi CXVI. törvény, A munka törvénykönyvének 2019. január 1-jétől hatályos módosítása, amelyet 2018. december 12-én fogadott el az Országgyűlés. Szatmáry Kristóf (Fidesz) és Kósa Lajos (Fidesz) 2018. november 20-án egyéni képviselői indítványként nyújtotta be az Országgyűlésnek A munkaidő-szervezéssel és a munkaerő-kölcsönzés minimális kölcsönzési díjával összefüggő egyes törvények módosításáról című törvényjavaslatát.
A törvény többek között 250-ről 400-ra emelte az egy évben kiadható maximális túlórák számát, valamint 12-ről 36 hónapra emelte a munkaidőkeret és elszámolási időszak (kollektív szerződés mellett megengedett) maximális hosszát, ami heves tiltakozást váltott ki az ellenzék és a szakszervezetek részéről. A módosítás az ellenzők elnevezése nyomán a köztudatban rabszolgatörvény néven vált ismertté. Az osztrák sajtó BMW-Sklavengesetz-nek (BMW-rabszolgatörvény) nevezi.
Az eredetihez képest módosult törvényjavaslatot az Országgyűlés 2018. december 12-i ülésnapján fogadta el. Áder János köztársasági elnök december 20-án írta alá, és már aznap ki is hirdették a Magyar Közlönyben (2018. évi CXVI. törvény).

## A törvény
Az eredetihez képest módosult törvényjavaslatot az Országgyűlés 2018. december 12-i ülésnapján fogadta el. Még aznap megkezdődtek ellene a tüntetések.
A szakszervezetek két fő kifogása
- a rendkívüli munkaidő emelésének lehetősége a munkavállalóval történő egyéni megállapodás esetén 250 óráról 400 órára;
- kollektív szerződés esetén 36 hónapos munkaidőkeret lehetősége.

### Rendkívüli munkaidő
A munkáltatónak joga van túlmunkát elrendelni naptári évenként a törvényben meghatározott mennyiségben (órászámban). A módosításban ezek az óraszámok változtak.
A törvénymódosítás 8. §-ában lévő új szabály szerint:

„(1) Naptári évenként kétszázötven óra rendkívüli munkaidő rendelhető el.
(2) A munkavállaló és a munkáltató írásbeli megállapodása alapján - az (1) bekezdésben foglaltat meghaladóan - naptári évenként legfeljebb százötven óra rendkívüli munkaidő rendelhető el (önként vállalt túlmunka). A munkavállaló a megállapodást a naptári év végére mondhatja fel.”

A törvénymódosítás 11. §-ában lévő új szabály szerint:

„Kollektív szerződés rendelkezése alapján legfeljebb évi háromszáz óra rendkívüli munkaidő rendelhető el. Ezt meghaladóan a munkáltató és a munkavállaló írásbeli megállapodása alapján naptári évenként legfeljebb száz óra rendkívüli munkaidő rendelhető el (önként vállalt túlmunka). A munkavállaló a megállapodást a naptári év végére mondhatja fel.”

### 36 hónapos munkaidőkeret
A törvénymódosítás 3. §-ában lévő új szabály szerint:

„A munkaidőkeret tartama, ha ezt objektív vagy műszaki vagy munkaszervezéssel kapcsolatos
okok indokolják, kollektív szerződés rendelkezése szerint legfeljebb harminchat hónap.”

## Reakciók
November 22-én több szakszervezet közleményben elfogadhatatlannak nevezte a törvényjavaslatot, amelyben 400 órára emelték a túlórakeretet. Az ellenzéki pártok közül az MSZP is elfogadhatatlannak nevezte a „rabszolgatörvényt”, a Jobbik felháborodott, az LMP szerint a javaslat a multinacionális cégeknek kedvez.
November 24-én Kósa Lajos úgy nyilatkozott, hogy „nem lesz kötelező a túlórák új típusú elszámolása, nem kell attól tartaniuk a versenyszféra dolgozóinak, hogy a jövőben kiszolgáltatottá válnak, illetve rabszolgamunkára kényszerítheti őket a munkaadójuk. Sokkal inkább az alkupozíciójuk erősödik a vállalkozásokkal szemben.” Valamint egyeztetni fog a a munkaadókkal és a szakszervezetekkel. A javaslat célja „a felesleges bürokratikus rendszabályok leépítése és megerősítik azokat a törvényi garanciákat, amelyek a munkavállalókat védik”.
November 28-án a szakszervezeti vezetők Kósa Lajos országgyűlési képviselővel először tárgyaltak a törvénymódosításról. Ekkor olyan változtatásról esett szó, amely szerint az elrendelhető rendkívüli munkavégzés maximum 250 óra, és kizárólag kollektív szerződés szerint lehetne az éves óraszám emelésről megállapodni. December 3-án újabb tárgyalás volt, azonban érdemi változás nem történt. A szakszervezetek december 8-ára tüntetést hirdettek.
A Kormány december 4-i álláspontja szerint „aki többet akar dolgozni, és így többet akar keresni, az elől a bürokratikus akadályokat le kell bontani.”
Orbán Viktor december 11-én nyilatkozott az atv.hu-nak. A szakszervezeteket tiszteli, de szerinte ebben nincs igazuk. Szerinte a javaslat a munkások érdekét szolgálja, lehetőséget ad arra, hogy aki többet szeretne dolgozni az többet dolgozzon és így többet keressen, valamint a kormány a munkások oldalán áll.
A Világgazdaságban december 12-én megjelent interjúban Palkovics László, az Innovációs és Technológiai Minisztérium (ITM) minisztere azt mondta, hogy a túlmunka-szabályozás módosítását pedig maguk a gazdasági szereplők kérték.
Szakszervezetek véleménye szerint a módosítás sérti a vonatkozó uniós irányelvet.
A törvényjavaslat benyújtása utáni első, a Publicus Intézet által készített közvélemény-kutatás szerint az emberek 73%-a úgy gondolja, hogy a törvény a munkáltatóknak jó, 12% szerint a munkáltatónak és munkavállalónak egyaránt, 9% szerint a munkavállalóknak jó. A Fidesz-szavazókon belül a három szám 38, 35 ill. 18%. (A fennmaradó néhány % nem tudott válaszolni.) Az emberek 66%-a ért egyet az utcai megmozdulásokkal. A Fidesz-szavazókon belül ez az arány 38%. A megkérdezettek 92%-a hallott a törvényről.

## A törvénymódosítás története
2017 áprilisában a parlament Gazdasági bizottsága már benyújtott egy hasonló tartalmú törvénymódosítást, de akkor az általános vita lefolytatása után a bizottság visszavonta a javaslatát.

### Benyújtás, érdekegyeztetés
2010 óta gyakorlattá vált, hogy fontos törvényeket – köztük a túlóratörvényt is – egyéni képviselők nyújtanak be, hogy elkerüljék a szakmai egyeztetés kötelezettségét. Pedig ez a parlamentáris demokrácia lényege: ettől lesznek legitimek (a nagy többség számára elfogadhatók) a törvények. A törvénymódosításról viszont valamennyi szakszervezet úgy nyilatkozott, hogy velük nem egyeztetett senki. Ezt Kósa Lajos is elismerte: egy interjúban azt mondta, a törvényjavaslatról a november 26-i héten kezdődnek az egyeztetések, mert
„a javaslat általános parlamenti vitája sem kezdődött el, annak napirendre tűzéséről hétfőn dönt a gazdasági és a vállalkozásfejlesztési bizottság. Csak ezt követően lehet érdemi egyeztetéseket folytatni.” Az csak az interjú után derült ki, hogy az egyeztetést november 28-ára hívták össze, miközben 27-én már le is folytatták a törvényjavaslat általános vitáját.
Ez tökéletesen ellentmond a józan észnek (egy szakmailag hibás javaslatról teljesen értelmetlen politikai egyeztetést folytatni), de a 2010 novemberében – már az Orbán kormány alatt – elfogadott jogalkotási törvénynek is: 
A kormány a munkaügyekkel kapcsolatos érdekegyeztetésre már 2013-ban létrehozta a Versenyszféra és a Kormány Állandó Konzultációs Fórumát, melynek tagja többek között a három legnagyobb szakszervezet. A benyújtók velük sem egyeztettek; a három szakszervezet a benyújtás után azonnal tiltakozott a törvényjavaslat ellen.  A Magyar Szakszervezeti Szövetség december 8-ra tüntetést jelentett be. A bejelentésben tiltakozott az érdekegyeztetés ismétlődő elmaradására.
A munkaidőkeret a korábbi szabályok szerint 4 (bizonyos munkakörökben 6) hónap volt, amit a kollektív szerződésben 1 évre lehetett emelni. A szakszervezetek az új szabályozás elleni tiltakozást többek között arra alapozták, hogy amikor az Audi Hungaria Zrt-nél felemelték 1 évre a munkaidőkeret hosszát, a túlórakifizetések összege drasztikusan csökkent.
Az elképzelés nemcsak a szakszervezeteket, de a munkaadókat is váratlanul érte: bár a minimálbértárgyalások kapcsán az utóbbi időben többször is háromoldalú egyeztetések zajlottak a kormánnyal, ezeken a túlóráztatás kérdése nem került szóba.
A november 28-i és december 3-i szakszervezeti egyeztetés a törvény két leginkább vitatott pontján annyit változtatott, hogy a 400 órát a dolgozó beleegyezéséhez, a 3 éves elszámolást kollektív szerződéshez kötötte. Kósa Lajos a szabadnapok terén is tett engedményeket.
A kormányoldal arra hivatkozik, hogy az új szabályok elfogadása önkéntes. A munkavállalók viszont attól tartanak, hogy aki nem fogadja el, azt fel sem fogják venni, később fenyegetik kirúgással vagy egyéb szankciókkal a túlórázást megtagadót, vagy eleve belekalkulálják a szabályok megsértése miatti bírságot a költségeikbe.

### Általános vita
Az általános vitát november 27-én este 8 és éjfél között tartották. Az ellenzéki képviselők kifogásolták a késői időpontot, és azt, hogy Lezsák Sándor levezető elnök három ellenzéki képviselőtől megvonta a szót:
- Demeter Márta (ismétlés)
- Bangóné Borbély Ildikó (az ülésvezető elnök bírálata)
- Szél Bernadett (az ülésvezető elnök bírálata)

Az Országgyűlésről szóló törvény szerint:

Mesterházy Attila és Vadai Ágnes pedig egyszerűen nem kapott szót, mert az elnök feltételezte, hogy ismételni fog. A szó meg nem adása a Házszabály megsértése.
Az ellenzéki frakciók ügyrendi felszólalásokban kezdeményezték a Házbizottság ill. az Ügyrendi bizottság összehívását. Másik levezető elnököt kértek, és kérték az ülés felfüggesztését, amíg a szerintük elfogult elnök szerepét tisztázzák, erre azonban nem került sor.
Ez az Országgyűlésről szóló törvény megsértése:

Tordai Bence reklamálta, hogy kétperces felszólalásra nem kapott szót, de a jegyzőkönyv szerint nem volt a teremben, amikor szót kapott volna.
Az általános vitában az ellenzéki képviselők hevesen támadták a törvényt. Varga-Damm Andrea (Jobbik) szerint „2006-ban Budapestet ennél sokkal kevesebbért gyújtották fel.” Az MSZP-s Harangozó Tamás azt mondta, „a magyar kormány a magyar dolgozókat eladta a német multiknak és az itthoni oligarcháknak.”
Kósa Lajos a vitában szinte egyáltalán nem válaszolt a felvetésekre, zárszavában csak annyit mondott, hogy „rég hallott ennyi marhaságot”.

### Szakszervezeti tüntetés december 8-án
A túlóratörvény elleni első tüntetésre a szervezők december 3-án a Kossuth térre kaptak engedélyt, de Kövér László 5-én lezáratta az előre kijelölt helyszínt[forrás?] azzal az indoklással, hogy akkor fogadja ot éppen Marek Kuchciński(en) lengyel politikust. A tüntetést így a Jászai Mari téren tartották, onnan vonult az 5–10 ezer ember az Alkotmány utca Kossuth tér felőli végéhez. A beszédek elhangzása után Komjáthi Imre, az MSZP alelnöke egy zászlóval a kezében visszafelé irányba átrohant a rendőrsorfalon. Miután őt a rendőrök megállaították, a tüntetők egy része átvonult a lezárt térre, ahol felsorakoztak a rendőrök. Nem sokkal később áttörték a sorfalat, a rendőrök hátrébb húzódtak a Parlament bejáratáig.[forrás?]
A délelőtt 10 és déli 1 óra közötti tüntetés alatt a közszolgálati tévé, az M1 végig a párizsi tüntetést mutatta. A déli híradó is Párizsról és az olaszországi tüntetésekről szólt, de a végén egy rövid helyszíni tudósításban beszámolt az eseményről. A képeken csak a riportert lehetett látni, a tüntetőket nem. A riporter tömören összefoglalta a lényeges követeléseket.[forrás?]
A tiltakozókat Beer Miklós nyugalmazott váci püspök levélben támogatta.

### A módosító javaslatok vitája
A módosító javaslatok vitáját december 11-ére tűzték ki. 10-én ellenzéki képviselők bejelentették, hogy közel 3000 módosító indítvánnyal akarják ellehetetleníteni az ülést (obstrukció). A módosító indítványok a 10–12-i ülés napirendjére vonatkoztak, nem a törvényjavaslatra.

#### Igazságügyi bizottság
Kövér László az országgyűlési törvény alapján felkérte az Igazságügyi bizottságot, hogy foglaljon állást a napirend-módosító indítványokról. A bizottsági ülést 10-én 12:42-kor hívták össze; maga az ülés 3 perccel később el is kezdődött. (A Házszabály nem tartalmaz előírást, mennyi időnek kell a kettő között eltelnie.) A fideszes bizottsági tagokat nyilvánvalóan tájékoztatták: ők ott voltak, míg az ellenzéki képviselők közül csak ketten értek oda, akik kifogásolták is az eljárást, és azt, hogy a bizottság csak Kövér László megkeresését vette napirendre, a plenáris ülés napirendjének módosítására vonatkozó ellenzéki javaslatokat nem. Ilyen rövid idő alatt egyébként is képtelenség megismerni Kövér László javaslatát.

#### A napirend elfogadása
A bizottság úgy foglalt állást, hogy a napirendet módosító indítványokról egyetlen szavazással lehet dönteni. Ez így is történt: 23 igen és 116 nem szavazattal az ülés egyetlen szavazással döntött a 2925 módosító indítványról. Ilyenre  nem volt példa a parlament történetében. Törvényjavaslathoz fideszes képviselők (ellenzékben) már nyújtottak be obstrukciós céllal 1000-nél több módosítót, de ezeket a Ház egyenként szavazta le.
A döntést követően az ellenzéki képviselők kiabálással és sípolással zavarták az ülést.
A napirendről való döntés előtt, a napirendi felszólalások alatt a parlamenti őrség felsorakozott az ülésterem melletti lépcsőházakban. Vadai Ágnes „elképzelhetőnek tartotta, hogy Kövér László erőszakkal akarta eltávolítani az ellenzéki képviselőket az ülésteremből.” Hasonló posztot közölt Szabó Tímea is Facebook-oldalán; ő le is fényképezte a lépcsőházban sorakozó őrséget. A beavatkozás végül nem történt meg: a napirend elfogadása és az ügyrendi felszólalások után az ellenzéki képviselők – a Mi Hazánk Mozgalom négy tagjának kivételével – kivonultak az ülésteremből. A sajtónak úgy nyilatkoztak, hogy szerintük a törvényjavaslatot vissza kell vonni.

#### Képviselők elleni szankciók
Az Országgyűlés elnöke súlyos rendzavarás miatt kizárta az ülésnapról Varga László szocialista képviselőt. A képviselők 115 igen, 35 nem szavazattal döntöttek erről.
Kövér László hozzátette, hogy Bangóné Borbély Ildikó (MSZP), Szabó Sándor (MSZP), Kunhalmi Ágnes (MSZP), Tóth Bertalan (MSZP) és Varju László (DK) esetében is szankciókat fog javasolni a Ház méltóságát és rendjét súlyosan zavaró magatartásuk miatt.  Ez végül elmaradt.

#### Vita a bizottsági javaslatokról
A törvényjavaslathoz egyik képviselő sem nyújtott be módosító indítványt. Kósa Lajos zárszavában ezt szóvá is tette.
A december 11-i ülésnapon a plenáris ülés így csak a bizottságok által benyújtott javaslatokról tárgyalt.

### A törvény elfogadásának körülményei
A december 12-i ülés néhány perccel 11 óra előtt kezdődött (volna). Az ellenzék elfoglalta az elnöki emelvényt, így az ülés vezetésére kijelölt alelnök, Latorcai János nem jutott fel az emelvényre. Az ülést Kövér László nyitotta meg a képviselői helyéről, és az ülés többi részében az elnök nem az emelvényről, hanem a patkóból vezette az ülést. Ez már csak azért is elképzelhetetlen, mert az elnök nem tud a jegyzőkkel kommunikálni. Ez esetben két KDNP-s jegyző segítette a KDNP-s levezető elnököt (mert ők közel ültek hozzá a patkóban) – ez is ellenkezik az országgyűlési törvénnyel.
Az országgyűlési törvény így rendelkezik:
Ez esetben az elnök fel sem jutott az emelvényre, tehát nyilvánvaló, hogy az ülést el sem lehetett (volna) kezdeni. A patkóból vezetett ülés olyan törvénysértés, ami miatt könnyen lehet, hogy valamennyi megszavazott törvény közjogilag érvénytelen.[forrás?]
Kövér László megnyitójában a Házszabály által lehetővé tett fegyelmi szankciókat helyezett kilátásba a tiltakozó képviselőkkel szemben, és megfenyegette őket, hogy megvizsgáltatja, nem esik-e súlyosabb elbírálás alá a rendbontás. Ezután átadta az ülésvezetést az ugyancsak a patkóban ülő Latorcai Jánosnak.
Az ellenzéki képviselők az „ülés” alatt szaladgáltak a teremben, sípoltak, kiabáltak, és mobiltelefonjukkal közvetítették a történteket. A Jobbik padsoraiban „Rabszolgák éve 2018 Köszönjük, Fidesz!” feliratú molinót feszítettek ki, LMP-s képviselők pedig a karzatról „Rabszolgamunka helyett tisztességes béreket!!!” feliratú cédulákat szórtak a kormánypárti padsorokba.
„Meginterjúvolták” Orbán Viktor miniszterelnököt, aki nem reagált a kérdésekre, és Kövér László házelnököt, aki kitérő válaszokat adott. A szavazások során Tordai Bence demonstrálta, hogy a képviselői szavazópultok képviselő kártya nélkül is működnek: bárki szavazhatott más képviselő helyett.
A kártya használatát szavazáskor egyébként nem írja elő sem az országgyűlési törvény, sem a Házszabály, de a gyakorlatban használják, és a levezető elnök a pulpitoson levő monitorán látja a behelyezett kártyák számát, így azt is, határozatképes-e az ülés.
Az ülésterembe a képviselők, az ülésre meghívottak, a teremügyeletesek és – a levezető elnök kérésére – a parlamenti őrség mehet be. Ez esetben viszont Orbán Viktor magához rendelte a testőreit. Ez súlyosan Házszabályellenes: fegyveres testület szolgálatban levő tagja nem mehet be az ülésterembe (az őrség kivételével), különösen fegyverrel nem.
A törvényjavaslatot végül 130 igen, 52 nem és 1 tartózkodással (Herczeg Tamás (fidesz); ő volt az egyetlen „átszavazó”) fogadták el. A 6 szavazásban részt vevő független képviselő is elutasította a javaslatot.
Áder János köztársasági elnök ott volt az ülésen.
Az elfogadás hírére spontán tüntetés kezdődött a budapesti Kossuth téren. Ezt országszerte számos tüntetés, megmozdulás követte, ami 2019-re sztrájk-készültséghez vezetett.
A sztrájkolni készülők a kormány tárgyalóbizottságának megalakulására várnak.

## A törvény vizsgálata
Az Európai Bizottság vizsgálja a törvénymódosítást.

## Az Alkotmánybíróság döntése
A magyar Alkotmánybíróság 2019 áprilisában helybenhagyta a törvényt közjogi szempontból (vagyis az elfogadás módja miatt a törvény nem érvénytelen).
2021. április 30-án viszont több pontban is alkotmányellenesnek találta a törvényt.

### Törvényjavaslat, törvény
- 2018. évi ..... törvény a munkaidő-szervezéssel és a munkaerő-kölcsönzés minimális kölcsönzési díjával összefüggő egyes törvények módosításáról. www.parlament.hu (2018. december 17.)  A köztársasági elnöknek megküldött törvény szövege.

- Szatmáry Kristóf (Fidesz) – Kósa Lajos – Bányai Gábor (Fidesz):  T/3628: A munkaidő-szervezéssel és a munkaerő-kölcsönzés minimális kölcsönzési díjával összefüggő egyes törvények módosításáról. www.parlament.hu (2018. november 20.)  A törvényjavaslat tárgyalásának eseményei.
  - az általános vita felszólalásai szövegesen   A videók nem működnek.
  - Vágott videó a rabszolgatörvény általános vitájáról. www.facebook.com (2018. november 27.)  (videó)

1. 1 2  Az általános vita lezárása
2. ↑  Ügyrendi felszólalások: 284–302.
3. ↑  Balhéba torkollt a túlóranövelés parlamenti vitája, megvonták a szót az ellenzéki képviselőktől. 444.hu (2018. november 28.)

- Bakó Bea:  Ki mekkorát hazudik a rabszolgatörvényről? azonnali.hu (2018. december 14.)  (Hozzáférés: 2018. december 20.) arch
- K. Kiss Gergely:  Német modellre épült a magyar munkaidőtörvény - a különbség meghökkentő. www.napi.hu (2018. december 18.)  Szakértő: Fodor T. Gábor munkajogász.
- Fodor T. Gábor:  A munka törvénykönyve munka- és pihenőidő-szabályozásának uniós jogi megfelelőségéről. Magyar munkajog (2016)

### Benyújtás, egyeztetések
- Szakszervezetek: kollektív szerződésben kell rögzíteni a túlórák számát. propeller.hu (2018. november 28.)  Összefoglaló a szakszervezetek és a rabszolgatörvény benyújtói közötti érdekegyeztető tárgyalásról.

1. ↑  Thurzó Katalin:  Kósa Lajos: Nem lesz kötelező robotmunka. magyaridok.hu (2018. november 24.)
2. ↑  K. Kiss Gergely:  Munkaidőszabályok: meghökkentő tény az Audiról. www.napi.hu (2018. november 30.)
3. ↑  Varga Dóra:  Életveszélyes lenne a közlekedésben a rabszolgatörvény. nepszava.hu (2018. november 23.)
4. ↑  Dzindzisz Sztefan:  Rabszolgatörvény: fontos változásokat jelentett be Kósa Lajos. www.napi.hu (2018. december 3.)
5. ↑  A másik benyújtó, Szatmáry Kristóf nem vett részt az egyeztetéseken.

### A december 8-i tüntetés
- Nem engedik oda a rabszolgatörvény ellen tüntetőket a Kossuth térre. azonnali.hu (2018. december 8.)  (Hozzáférés: 2019. január 11.) arch Mert a rendőrség két nappal a tüntetés bejelentése után lezárta a teret azzal az ürüggyel, hogy Kövér László Marek Kuchcińskit(en) fogadja.
- Rátesi Margit:  Megőrülök! kanadaihirlap.com (2018. december 10.)  Az ellenzék képtelen kommunikálni.
- Jánossy Villő:  Egymásnak feszültek a tüntetők és a rendőrök a Kossuth téren. 24.hu (2018. december 8.)
- Véget ért a túlóratörvény elleni tüntetés. infostart.hu (2018. december 8.)

### Módosító javaslatok
- Országgyűlési napló: 48. szám. www.parlament.hu (2018. december 10.)
- A bizottsági jelentések megtárgyalása. www.parlament.hu (2018. december 11.)
- Az Igazságügyi bizottság 3/2018-2022. IÜB eseti jellegű állásfoglalása. www.parlament.hu (2018. december 10.)  2925 napirendhez benyújtott módosító indítványról.
- Jegyzőkönyv az Országgyűlés Igazságügyi bizottságának 2018. december 10-én, hétfőn, 12 óra 58 perckor az Országház Nagy Imre termében (főemelet 61.) megtartott üléséről. www.parlament.hu (2018. december 10.)
- Herczeg Márk:  A Fidesz rendkívüli bizottsági üléssel akadályozza meg, hogy az ellenzék közel 3000 módosítással szabotálja a túlóratörvény megszavazását. 444.hu (2018. december 10.)
- Megzavarta az ellenzék a parlament ülését: Nem sikerült az obstrukciós kísérlet, kivonultak az ülésteremből. vs.hu (2018. december 10.)  (Hozzáférés: 2019. január 11.) arch

1. ↑  Herczeg Márk:  Az ellenzék 2800 módosítót ad be a túlóratörvényhez, hogy megpróbálja megakadályozni a Fideszt az elfogadásában. 444.hu (2018. december 10.)
2. ↑  Óriási botrány a Parlamentben: üvöltözés, sípolás, fellázadtak az ellenzéki képviselők – Már a lépcsőn sorakozik a házőrség. www.blikk.hu (2018. december 10.)
3. ↑  Jól nézzék meg őket! Ez a bagázs tart ki a Fidesz mellett! olkt.hu (2018. december 10.)  (Hozzáférés: 2019. január 11.) arch
4. ↑  OGY: a túlórákat érintő törvényjavaslatról vitáztak a képviselők. www.kisalfold.hu (2018. december 10.)  (Hozzáférés: 2019. január 11.) arch
5. ↑  48. ülésnap (2018.12.10.), 39. felszólalás. www.parlament.hu (2018. december 10.)
6. ↑  Kósa Lajos zárszava. www.parlament.hu (2018. december 11.)

### Elfogadás
- 50. ülésnap (2018.12.12.),  1-2. felszólalás. www.parlament.hu (2018. december 12.)  Az ülés megnyitása, szavazások.
- A rabszolgatörvény és a közigazgatási bíróságok megszavazása 2018.12.12. YouTube (videó) Az ellenzéki képviselők elállják az elnöki emelvényt, mások a patkó közepén mobiltelefonjukkal filmezik a bársonyszékekben ülőket. Latorcai János a patkóból vezeti az ülést.
- Egyre durvul a helyzet a Kossuth téren. balramagyar.hu (2018. december 12.)  a rendőrség bevetette a könnygázt a tüntetők ellen.
- „Túlórázni jöttünk” élőben a Kossuth térről – percről percre többen vannak a kormányellenes tüntetők. balramagyar.hu (2018. december 12.)
- Kövér elmondta, mi lesz a tüntetések vége - megszületett a legarrogánsabb nyilatkozat: A házelnök kényszerpihenőre küldheti a teljes ellenzéket. www.startlap.hu (2018. december 14.)  A rabszolgatörvény elfogadásának körülményeire utalt.

1. ↑  Botrány a Magyar Parlamentben! - 2018. December 12. YouTube (2018. december 12.)  Latorcai János a patkóból vezeti az ülést. „Interjú” Kövér Lászlóval és Orbán Viktorral. Kártya nélkül lehet szavazni..
2. ↑  Állandó meghívott a köztársasági elnök (ő bármikor felszólalhat), a kormány nem képviselő tagjai és helyetteseik és a legfőbb ügyész (ők interpellálhatók/kérdezhetők). Egy-egy ülésre kap meghívót az Országgyűlés alá tartozó szervezet vezetője (pl. országgyűlési biztos), amikor az éves jelentését tárgyalják.
3. ↑  A teremügyeletesek viszik a vizet, szükség esetén a hordozható mikrofont, és egyéb technikai jellegű segítséget nyújtanak az üléshez.
4. ↑  A látogatók csak a karzaton foglalhatnak helyet.
5. ↑  Herczeg Tamás. www.parlament.hu
6. ↑  2018.12.12.13:29:25-i szavazás. www.parlament.hu (2018. december 12.)
7. ↑  Czinkóczi Sándor:  Ádernek a káoszban lezavart szavazásokkal biztos nem lesz baja, amikor aláírja a törvényeket. 444.hu (2018. december 19.)

### A munka törvénykönyve
- 2012. évi I. törvény a munka törvénykönyvéről. Wolters Kluwer (2012. január 6.)

### Az Országgyűlésről szóló törvény
- 2012. évi XXXVI. törvény az Országgyűlésről. Wolters Kluwer (2012. április 19.)

1. ↑  61. §
2. ↑  5. § (2)
3. ↑  51. §

### Házszabály
- 10/2014. (II. 24.) OGY határozat egyes házszabályi rendelkezésekről. Wolters Kluwer (2014. február 13.)  Házszabály.

1. ↑  36. § (6)
2. ↑  110–112. §
3. ↑  51/A. §

### Vélemények
- Az ellenzék felmondta a látszatdemokrácia alkuját. YouTube (2018. december 22.)
- Szalai Anna:  Kinek jó a rabszolgatörvény? magyarnarancs.hu (2018. december 7.)
- Sarkadi-Illyés Csaba:  Az Orbán-kormány beijedt, és kiherélte Kósa Lajos rabszolgatörvényét. alfahir.hu (2018. november 27.)   „…semmilyen egy éven túli elszámolást nem tartanak lehetségesnek.”
- Pintér Bence:  Már nem kell pártokat betiltani ahhoz, hogy a munkásság hangja ne hallatsszon. azonnali.hu (2018. november 28.)  (Hozzáférés: 2019. január 11.) arch Vélemény az általános vitáról.
- Brutális a rabszolgatörvény elutasítottsága. 24.hu (2018. december 6.)  A munkaképes korú lakosság 83%-a elutasítja a javaslatot, és mindössze 9%  támogatja.
- Molnár F. Árpád:  ÉLŐ! Összecsapások a rendőrséggel és népi útlezárások! Rabszolgatörvény!date=2018-12-12. www.youtube.com